# Obadiah German
Obadiah German (* 22. April 1766 in Amenia, Provinz New York; † 24. September 1842 in Norwich, New York) war ein US-amerikanischer Jurist und Politiker (Demokratisch-Republikanische Partei), der den Bundesstaat New York im US-Senat vertrat.

## Aufstieg zum Senator
Nach dem Schulbesuch schlug Obadiah German eine juristische Laufbahn ein. Er studierte die Rechtswissenschaften, wurde 1792 in die Anwaltskammer aufgenommen und begann in Norwich zu praktizieren. Mit der Zeit wurde er auch politisch tätig. Im Jahr 1798 war er erstmals Abgeordneter in der New York State Assembly; weitere Amtszeiten folgten dort von 1804 bis 1805 sowie von 1807 bis 1809. Innerhalb seiner Partei gehörte German zu den Anhängern von DeWitt Clinton.
Schließlich wurde er zum Nachfolger des nicht mehr kandidierenden US-Senators Samuel Latham Mitchill gewählt und zog am 4. März 1809 in den Kongress ein, wo er eine komplette Legislaturperiode bis zum 3. März 1815 verbrachte. Er machte sich einen Namen durch seine Kritik an den militärischen Vorbereitungen auf den Britisch-Amerikanischen Krieg und stimmte im Senat gegen die Kriegserklärung.

## Weiterer Lebenslauf
Im Jahr 1812 war German einer der Gründungskuratoren des Hamilton College in Clinton. Nach seiner Zeit im Senat übte er von 1815 bis 1819 das Amt eines Richters im Chenango County aus; überdies war er Offizier der Staatsmiliz und stieg dort bis zum Generalmajor auf. Nachdem DeWitt Clinton 1817 Gouverneur von New York geworden war, trat German seiner Regierung als Commissioner of Public Works bei und unterstützte in dieser Funktion maßgeblich Clintons Pläne zum Bau des Eriekanals.
1819 kehrte Obadiah German dann noch einmal in die State Assembly von New York zurück und war zeitweise deren Speaker. Danach zog er sich weitgehend aus der Politik zurück und arbeitete als Anwalt; nach der Gründung der Whig Party wurde er deren Mitglied.
Die Stadt German im Chenango County ist nach dem am 24. September 1842 verstorbenen Obadiah German benannt.